# Natural Way
Natural Way är ett svenskt reggaeband som bildades 1982 i Uppsala och splittrades 2003. De har sedan dess återförenats. De har en klar inriktning på roots reggae. 

## Historia
Bandet gjorde sin första spelning 1982 på Storvreta fritidsgård strax norr om Uppsala, då med sitt ursprungliga namn "Dublin". 1995 släppte de sin debutskiva, 1924 (BLM gramofon BLM CD 710) inspelat på Studio 55 i Uppsala.
Bandet har genom åren spelat med artister som Governor Andy, Papa Dee, Pygment, Sly & Lion, Macka-B, ADL, Clark Gilliam, och Chilly & Leafy. Natural Way splittrades officiellt 2003 efter varit aktiva i drygt 20 år, vilket gjorde dem till ett av Sveriges äldsta reggaegrupper. Bandet återförenades för att spela på Uppsala Reggaefestivals 10-årsjubileum 2010. Delar av bandet är fortfarande verksamma inom andra bandkonstellationer, sounds, som till exempel Acoustic Vibes, Jahvisst och Junior Natural under paraplyet King Solomon Productions/King Solomon Family.

## Medlemmar
Nuvarande medlemmar
- Stefan Trepkow – sång, altsaxofon, bakgrundssång
- Magnus Hjalmarsson ("Daddy Natural") – gitarr, basgitarr, percussion
- Danny Rowlands – gitarr, sång
- Per Ahlbom – sologitarr, rytmgitarr, percussion
- Teodor Lindström - Trummor
- Janne Hellman – keyboard, sång
- Fredrik Österling - Trumpet, Kornett

Tidigare medlemmar
- Cemal Mollaoglu – percussion
- Peter Lennström – trummor, percussion, bakgrundssång
- Clark Gilliam – trummor, sång
- Tore Berglund – saxofon, flöjt
- Claudio Mihel – tenorsaxofon

Bidragande musiker
- Claes Ågren – trombon
- Patrik Allard – trombon
- Anders Garstedt – trumpet
- I Milano Jimenez – percussion
- Ras I Door – percussion
- Anders Siösteen ("Governor Andy") – sång
- Magnus Göteby – gitarr, basgitarr, percussion
- Sebastian Sundberg – steel drums, orgel, bakgrundssång
- Teo Lindström ("Junior Natural") – percussion

## Diskografi
Album
- 1995 – 1924
- 1999 – Natural Way All Stars

Singlar
- 1989 – "Commando Reggae Radical" / "Vision"
- 2017 – "Another Show" / "Another Dub"
- 2020 - "Come A Dance ep"
- 2022 - "Majestic Elements" Digital only

Promo
- 1989 – Natural Way